# Literaturjahr 1923
Liste der Literaturjahre

◄◄ | ◄ | 1919 | 1920 | 1921 | 1922 | Literaturjahr 1923 | 1924 | 1925 | ►►

Weitere Ereignisse

## Ereignisse

### Prosa
- 2. Januar: Bei Jaroslav Hašeks Tod ist der vierte Teil seines antimilitaristischen Schelmenromans Die Abenteuer des braven Soldaten Schwejk unvollendet. Das Manuskript endet mitten im Satz. Hašeks Freund Karel Vaněk veröffentlicht im gleichen Jahr eine zweiteilige Fortsetzung, die wie das Original von Josef Lada illustriert wird. Vaněks Stil unterscheidet sich allerdings von dem Hašeks und sein Humor wird als „grob“ eingeschätzt.
- 2. März: Im Ullstein Verlag in Berlin erscheint die Tiererzählung Bambi. Eine Lebensgeschichte aus dem Walde von Felix Salten.
- März: The Murder on the Links, der dritte Kriminalroman von Agatha Christie, erscheint in den USA bei Dodd, Mead and Company.

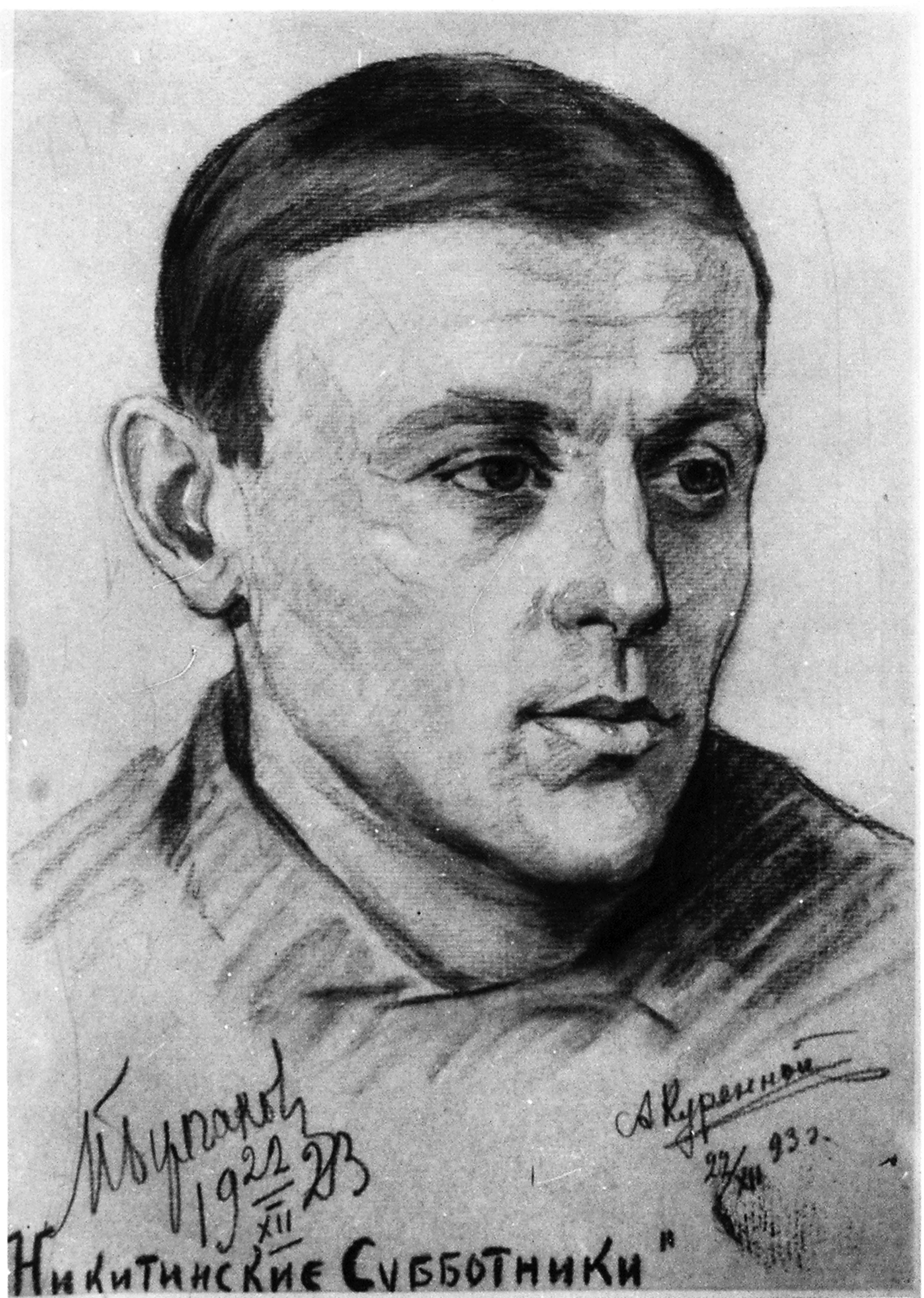
Michail Bulgakow 1923

- 6. Mai: Eine chinesische Geschichte, eine Kurzgeschichte des sowjetischen Autors Michail Bulgakow, erscheint in der Petrograder Ausgabe der Prawda.
- 7. Oktober bis 6. November: Joseph Roth beginnt mit der Veröffentlichung des Fortsetzungsromans Das Spinnennetz in der Wiener Arbeiter-Zeitung, führt den Roman aber nicht zu Ende.
- 25. Dezember: Michail Bulgakow veröffentlicht die Kurzgeschichte Der Überfall in dem Satire-Magazin Gudok.

- Der historische Roman Die häßliche Herzogin von Lion Feuchtwanger erscheint im Volksverband der Bücherfreunde, der zuvor gezögert hat, Feuchtwangers Jud Süß zu veröffentlichen.
- Nachdem er 25 Jahre an dem Werk gearbeitet hat, veröffentlicht der libanesisch-amerikanische Dichter Khalil Gibran den literarisch-spirituellen Text The Prophet.
- Ernst Jünger veröffentlicht die Erzählung Sturm, in der er seine Kriegserlebnisse als Frontkämpfer im Ersten Weltkrieg literarisch verarbeitet.

- Felix Salten: Der Hund von Florenz
- Dorothy L. Sayers: Whose Body?
- Italo Svevo: La coscienza di Zeno
- Jules Verne: Das zweite Vaterland und Der Leuchtturm am Ende der Welt
- Josef Winckler: Der tolle Bomberg
- P. G. Wodehouse: The inimitable Jeeves
- Else Ury: Nesthäkchen und ihre Küken

### Lyrik
- 1. April: Die Ballade von den Seeräubern von Bertolt Brecht und seinem Bruder Walter Brecht erscheint ohne Angaben zur Musik erstmals als Druck im Berliner Börsen-Courier.
- Ernest Hemingway veröffentlicht die Anthologie Three Stories and Ten Poems.

### Drama
- 16. März: Der Unbestechliche von Hugo von Hofmannsthal wird im Wiener Raimundtheater uraufgeführt.
- 9. Mai: Die Uraufführung des Dramas Im Dickicht von Bertolt Brecht am Münchener Residenztheater wird zu einem Skandal, nachdem Nazis das Stück mehrfach unterbrochen haben.
- 8. Dezember: Die Uraufführung von Brechts Stück Baal am Leipziger Alten Theater löst einen Skandal aus. Das Drama wird auf Drängen des Oberbürgermeisters abgesetzt.
- 15. Dezember: Die surreale Komödie Knock oder Der Triumph der Medizin von Jules Romains hat ihre Uraufführung am Théâtre des Champs-Élysées in Paris.
- 28. Dezember: Das Drama Saint Joan (Die heilige Johanna) des irischen Autors George Bernard Shaw hat seine Uraufführung am Garrick Theatre in New York City. Die dramatische Bearbeitung beruht auf den Überlieferungen über ihr Leben und auf Dokumenten des Prozesses gegen sie.

### Theorie
- Ernst Cassirer veröffentlicht den ersten Band seines philosophischen Hauptwerkes Philosophie der symbolischen Formen, „Die Sprache“.

Der psychische Apparat nach Freuds Strukturmodell

- In Das Ich und das Es entwickelt Sigmund Freud ein Modell der Psyche und ihrer Funktionsweise. Das Seelenleben wird demnach durch die Beziehungen zwischen drei Instanzen bestimmt, die schrittweise auseinander hervorgehen: dem Es, dem Ich und dem Über-Ich.

### Periodika
- 18. Februar: Das Pulp-Magazin Weird Tales, in dem Science-Fiction-, Fantasy- und Horror-Geschichten veröffentlicht werden, erscheint erstmals. Es wird in Chicago von Jacob Clark Henneberger, einem ehemaligen Journalisten, herausgegeben. Der erste Lektor ist Edwin Baird, sein Assistent ist Farnsworth Wright.

- 3. März: Die Erstausgabe des von Henry Luce und Briton Hadden in New York gegründeten US-Nachrichtenmagazins TIME erscheint. Schon bald nimmt Time eine bedeutende Rolle in der amerikanischen Presselandschaft ein und avanciert in den folgenden Jahrzehnten zu einem Vorbild für diese Form der Berichterstattung.
- 20. April: Die von Julius Streicher in Nürnberg gegründete und herausgegebene antisemitische Wochenzeitung Der Stürmer erscheint zum ersten Mal. Der Stürmer bedient sich einer besonders hetzerischen Sprache und zeichnet sich durch drastische – bei Schilderungen von „Rassendelikten“ pornographische – Berichte, Bilder und Karikaturen aus. Die Zeitung wird nie offizielle NS-Publikation, sondern ist Streichers Privatbesitz.
- Das vom Wissenschaftlich-humanitären Komitee unter Leitung von Magnus Hirschfeld herausgegebene Jahrbuch für sexuelle Zwischenstufen erscheint zum letzten Mal.

### Literaturpreise
- William Butler Yeats erhält „für seine stets von hoher Eingebung getragenen Dichtungen, die in vollendeter Gestalt das Wesen seines Volkes zum Ausdruck bringen“, den Nobelpreis für Literatur.
- Alphonse de Châteaubriant erhält für den Roman La Brière den Grand Prix du Roman der Académie française.

## Geboren

### Januar bis März
- 01. Januar: Helga Anton, deutsche Beterin und Autorin († 2007)
- 04. Januar: Antoni Marianowicz, polnischer Diplomat, Journalist und Schriftsteller († 2003)
- 06. Januar: Jacobo ben Nathan Timmerman, argentinischer Verleger, Journalist und Autor († 1999)
- 07. Januar: Pinkas Braun, Schweizer Schauspieler, Regisseur und Übersetzer († 2008)
- 09. Januar: Takayanagi Shigenobu, japanischer Lyriker († 1983)
- 10. Januar: Ingeborg Drewitz, deutsche Schriftstellerin († 1986)
- 12. Januar: Alice Miller, Schweizer Kindheitsforscherin, Autorin und Malerin († 2010)
- 19. Januar: Eugénio de Andrade, portugiesischer Lyriker († 2005)
- 22. Januar: Susanne von Paczensky, deutsche Journalistin und Sachbuchautorin († 2010)
- 23. Januar: Walter M. Miller, US-amerikanischer Schriftsteller († 1996)
- 23. Januar: Franz Rieger, österreichischer Schriftsteller († 2005)
- 25. Januar: Eva Zeller, deutsche Schriftstellerin († 2022)
- 29. Januar: Paddy Chayefsky, US-amerikanischer Autor († 1981)

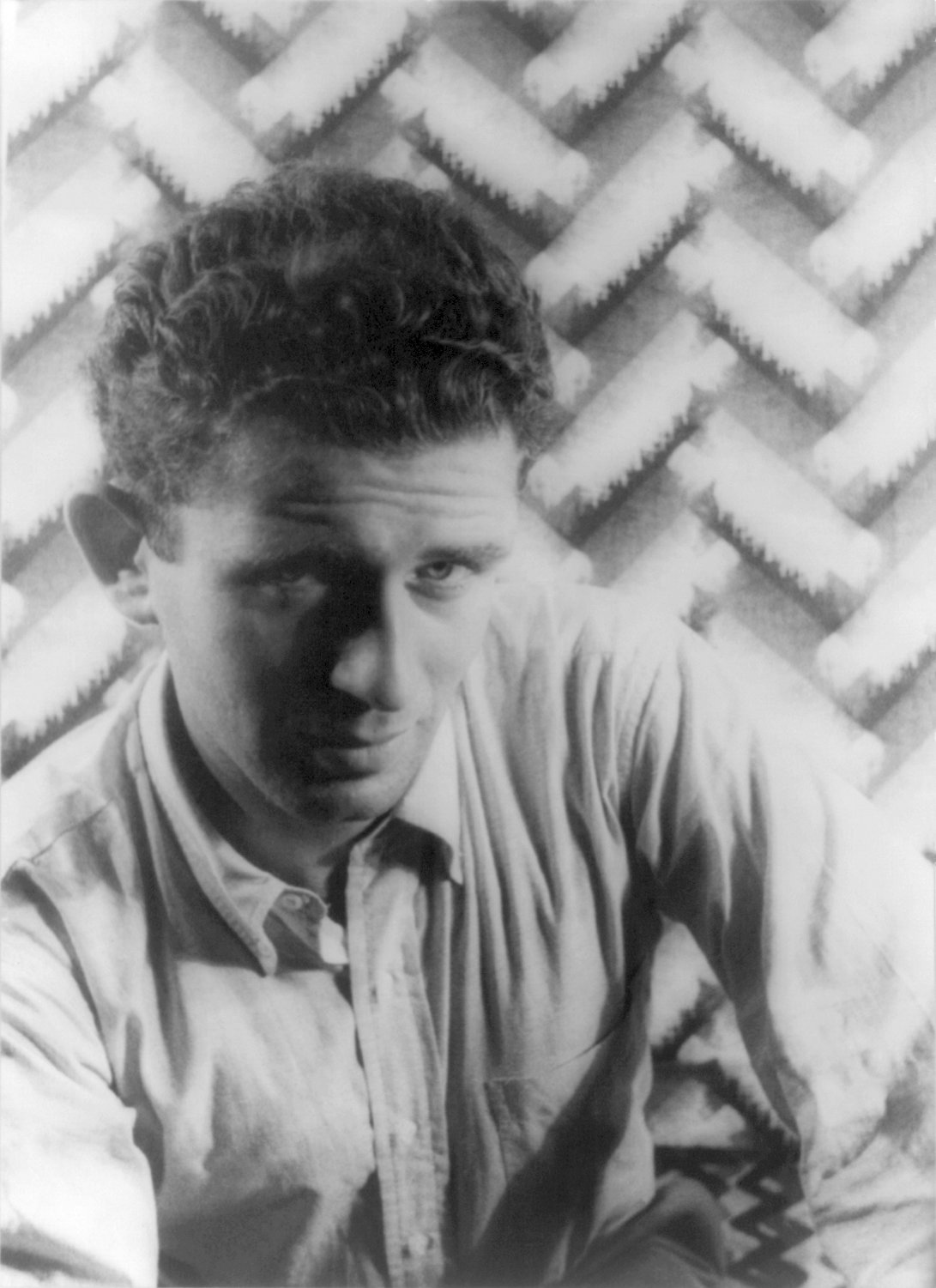
Norman Mailer (1948, Foto von Carl van Vechten)

- 31. Januar: Norman Mailer, US-amerikanischer Schriftsteller († 2007)

- 09. Februar: Brendan Behan, irischer Schriftsteller, Journalist und IRA-Aktivist († 1964)
- 12. Februar: Ernst Bruun Olsen, dänischer Schauspieler, Dramatiker, Hörspielautor und Regisseur († 2011)
- 12. Februar: Reinhard Federmann, österreichischer Schriftsteller († 1976)
- 14. Februar: Vera Ferra-Mikura, österreichische Kinder- und Jugendbuchautorin († 1997)
- 16. Februar: Karl Otto Mühl, deutscher Schriftsteller († 2020)
- 21. Februar: Hans Blickensdörfer, deutscher Sportjournalist und Schriftsteller († 1997)
- 28. Februar: David Ricardo Williams, kanadischer Jurist, Historiker und Schriftsteller († 1999)

- 07. März: Milo Dor, österreichischer Schriftsteller († 2005)
- 10. März: Zdenka Bergrová, tschechische Dichterin, Übersetzerin und Autorin († 2008)
- 11. März: Hildegard Gerster-Schwenkel, deutsche Mundartdichterin († 2016)
- 12. März: Ugo Attardi, italienischer Maler, Bildhauer und Schriftsteller († 2006)
- 18. März: Tamura Ryūichi, japanischer Lyriker († 1998)
- 20. März: Ralph Giordano, deutscher Journalist († 2014)
- 27. März: Endō Shūsaku, japanischer Schriftsteller († 1996)
- 30. März: Herbert Asmodi, deutscher Schriftsteller und Dramatiker († 2007)

### April bis Juni
- 02. April: Raffael Ganz, Schweizer Schriftsteller († 2004)
- 04. April: Rafael Arozarena Doblado, spanischer Schriftsteller († 2009)
- 14. April: John Caldwell Holt, US-amerikanischer Autor und Lehrer († 1985)
- 14. April: Roberto Schopflocher, deutsch-argentinischer Schriftsteller († 2016)
- 17. April: Jacques Sternberg, belgischer Schriftsteller († 2006)
- 18. April: Leif Panduro, dänischer Schriftsteller und Zahnarzt († 1977)
- 21. April: John Mortimer, englischer Schriftsteller († 2009)
- 22. April: Vratislav Effenberger, tschechischer Literaturtheoretiker († 1986)
- 22. April: Paula Fox, US-amerikanische Schriftstellerin († 2017)
- 26. April: Swetlana Geier, russisch-deutsche Literaturübersetzerin († 2010)
- 28. April: Carolyn Cassady, US-amerikanische Schriftstellerin und Malerin († 2013)
- 28. April: Fina García Marruz, kubanische Dichterin († 2022)
- 28. April: Horst-Eberhard Richter, deutscher Psychoanalytiker und Autor († 2011)

- 01. Mai: Hans Bunje, deutscher Schriftsteller, Bühnen- und Hörspielautor († 2008)
- 01. Mai: Joseph Heller, US-amerikanischer Schriftsteller († 1999)
- 04. Mai: Peter Adler, deutscher Schriftsteller († 2012)
- 10. Mai: Johannes Jourdan, deutscher Theologe und Schriftsteller († 2020)
- 10. Mai: Nicolaus Sombart, deutscher Kultursoziologe und Schriftsteller († 2008)
- 10. Mai: Gerhard Wahrig, deutscher Lexikograph († 1978)
- 11. Mai: Ilse Buck, österreichische Gymnastiklehrerin, Radiomoderatorin und Autorin († 2012)
- 13. Mai: Ikegami Kaneo, japanischer Schriftsteller und Drehbuchautor († 2007)
- 15. Mai: Reinhard Raffalt, deutscher Schriftsteller und Journalist († 1976)
- 16. Mai: Erwin Leiser, deutsch-schwedischer Publizist († 1996)
- 19. Mai: Peter Wildeblood, britisch-kanadischer Autor, Journalist, Fernsehproduzent († 1999)
- 22. Mai: Max Velthuijs, niederländischer Autor und Zeichner († 2005)
- 24. Mai: Knut Ahnlund, schwedischer Literaturhistoriker und Autor († 2012)
- 26. Mai: Arno Gruen, deutsch-schweizerischer Psychoanalytiker und Schriftsteller († 2015)

- 06. Juni: V. C. Andrews, US-amerikanische Schriftstellerin († 1986)
- 06. Juni: Trude Marzik, österreichische Erzählerin und Lyrikerin († 2016)
- 07. Juni: Carlos Thompson, deutscher Schauspieler und Schriftsteller, zweiter Ehemann von Lilli Palmer († 1990)
- 08. Juni: Gerhard Leo, deutscher Journalist, Autor und Kämpfer der französischen Résistance († 2009)
- 09. Juni: Olga Knoblach-Wolff, deutsche Malerin, Grafikerin und Schriftstellerin († 2008)
- 11. Juni: Connie Clausen, US-amerikanische Schauspielerin, Schriftstellerin und Literaturagentin († 1997)
- 14. Juni: Judith Kerr, britische Schriftstellerin und Illustratorin († 2019)
- 21. Juni: Werner Stiehler, deutscher Journalist und Chefredakteur der Leipziger Volkszeitung
- 22. Juni: José Giovanni, französisch-schweizerischer Schriftsteller und Filmemacher († 2004)
- 26. Juni: Hans-Joachim Preil, deutscher Theaterautor, Regisseur und Komiker († 1999)
- 30. Juni: Gad Beck, deutscher jüdischer Widerstandskämpfer und Autor († 2012)

### Juli bis September

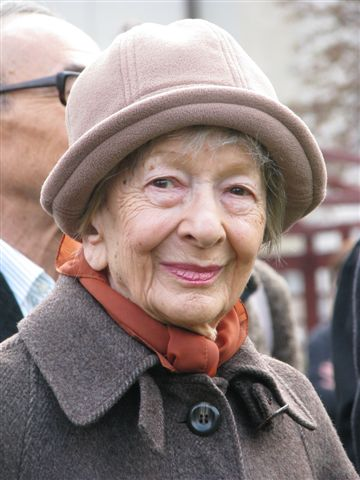
Wisława Szymborska (2009)

- 02. Juli: Wisława Szymborska, polnische Dichterin und Nobelpreisträgerin († 2012)
- 11. Juli: Germain Muller, französischer Kulturpolitiker, Kabarettist und Dichter († 1994)
- 12. Juli: James Gunn, US-amerikanischer Schriftsteller († 2020)
- 13. Juli: Alexandre Astruc, französischer Filmregisseur und Schriftsteller († 2016)
- 13. Juli: Hans Otten, deutscher Journalist († 1971)
- 15. Juli: Fred Oberhauser, deutscher Literaturkritiker († 2016)
- 19. Juli: Joseph Hansen, US-amerikanischer Schriftsteller († 2004)
- 21. Juli: Ueda Miyoji, japanischer Lyriker und Literaturkritiker († 1989)
- 27. Juli: José Pardo Llada, kubanischer Journalist und Politiker († 2009)

- 01. August: Carter Brown, australischer Kriminalautor († 1985)
- 01. August: Götz R. Richter, deutscher Schriftsteller († 2016)
- 04. August: Franz Karl Stanzel, österreichischer Anglist und Literaturwissenschaftler († 2023)
- 06. August: Hans Jacobus, deutscher Journalist († 2003)
- 07. August: Shiba Ryōtarō, japanischer Schriftsteller († 1996)
- 10. August: Jean Graton, französischer Comic-Zeichner und -Autor († 2021)
- 10. August: Theo Mezger, deutscher Drehbuchautor und Regisseur († 2023)
- 14. August: Kuldip Nayar, indischer Journalist († 2018)
- 16. August: Gerhard Scholten, österreichischer Autor († 1995)
- 17. August: Robert Sabatier, französischer Schriftsteller und Literaturkritiker († 2012)
- 19. August: Erik Aalbæk Jensen, dänischer Schriftsteller († 1997)
- 19. August: Magdalene Ehlers, deutsche Autorin († 2016)

- 04. September: Edith Aron, deutsche Schriftstellerin und Übersetzerin († 2020)
- 06. September: Karlheinz Rudolph, deutscher Journalist und Fernsehmoderator († 1994)
- 07. September: Eduard Arkadjewitsch Assadow, russischer Dichter und Prosaist († 2004)
- 10. September: Uri Avnery, israelischer Journalist, Schriftsteller, Friedensaktivist († 2018)
- 15. September: Hamlet Lima Quintana, argentinischer Schriftsteller und Musiker († 2002)
- 22. September: Dannie Abse, britischer Schriftsteller und Dichter († 2014)
- 24. September: Ladislav Fuks, tschechischer Prosa-Autor und Verfasser psychologischer Romane († 1994)
- 28. September: Tuli Kupferberg, US-amerikanischer Beatnik-Poet, Autor und Cartoonist († 2010)
- 29. September: Roland Gööck, deutscher Redakteur, Sachbuchautor und Lektor († 1991)

### Oktober bis Dezember
- 02. Oktober: Hans Hausmann, Schweizer Schauspieler, Regisseur, Übersetzer und Hörspielautor († 1997)
- 02. Oktober: Judith Hemmendinger, israelische Autorin († 2024)
- 02. Oktober: Sitor Situmorang, indonesischer Schriftsteller († 2014)
- 06. Oktober: Yaşar Kemal, türkischer Schriftsteller kurdischer Abstammung († 2015)
- 12. Oktober: Hellmuth Hecker, deutscher buddhistischer Autor und Chronist († 2017)
- 12. Oktober: Fernando Sabino, brasilianischer Schriftsteller und Journalist († 2004)
- 15. Oktober: Italo Calvino, italienischer Schriftsteller († 1985)
- 20. Oktober: Otfried Preußler, deutscher Kinderbuchautor († 2013)
- 22. Oktober: Ilse Helbich, österreichische Publizistin und Schriftstellerin († 2024)
- 22. Oktober: Lotte Kramer, britische Schriftstellerin
- 26. Oktober: Robert Hinde, britischer Verhaltensforscher und Autor († 2016)

- 02. November: Ida Vitale, uruguayische Schriftstellerin und Übersetzerin
- 03. November: Yamaguchi Hitomi, japanischer Schriftsteller († 1995)
- 04. November: Barbara Bartos-Höppner, deutsche Schriftstellerin († 2006)
- 05. November: Rudolf Augstein, deutscher Journalist, Gründer des Magazins Der Spiegel († 2002)
- 06. November: Rudolf Günter Langer, deutscher Schriftsteller und Lyriker († 2007)
- 08. November: Józef Hen, polnischer Schriftsteller
- 09. November: Elizabeth Hawley, US-amerikanische Journalistin und Chronistin († 2018)
- 11. November: Jorge Arias Gómez, salvadorianischer Autor († 2002)

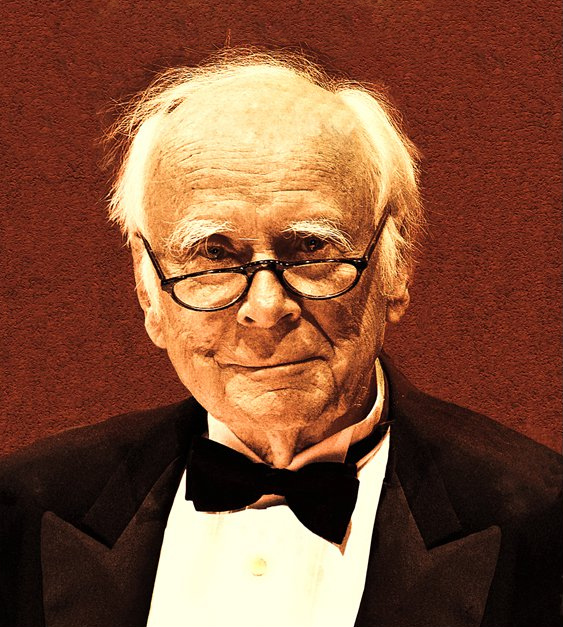
Loriot (2011)

- 12. November: Victor von Bülow, bekannt als Loriot, deutscher Humorist, Zeichner, Schauspieler und Regisseur († 2011)
- 14. November: Herbert Zand, österreichischer Erzähler, Lyriker, Essayist und Übersetzer († 1970)
- 20. November: Nadine Gordimer, südafrikanische Schriftstellerin († 2014)

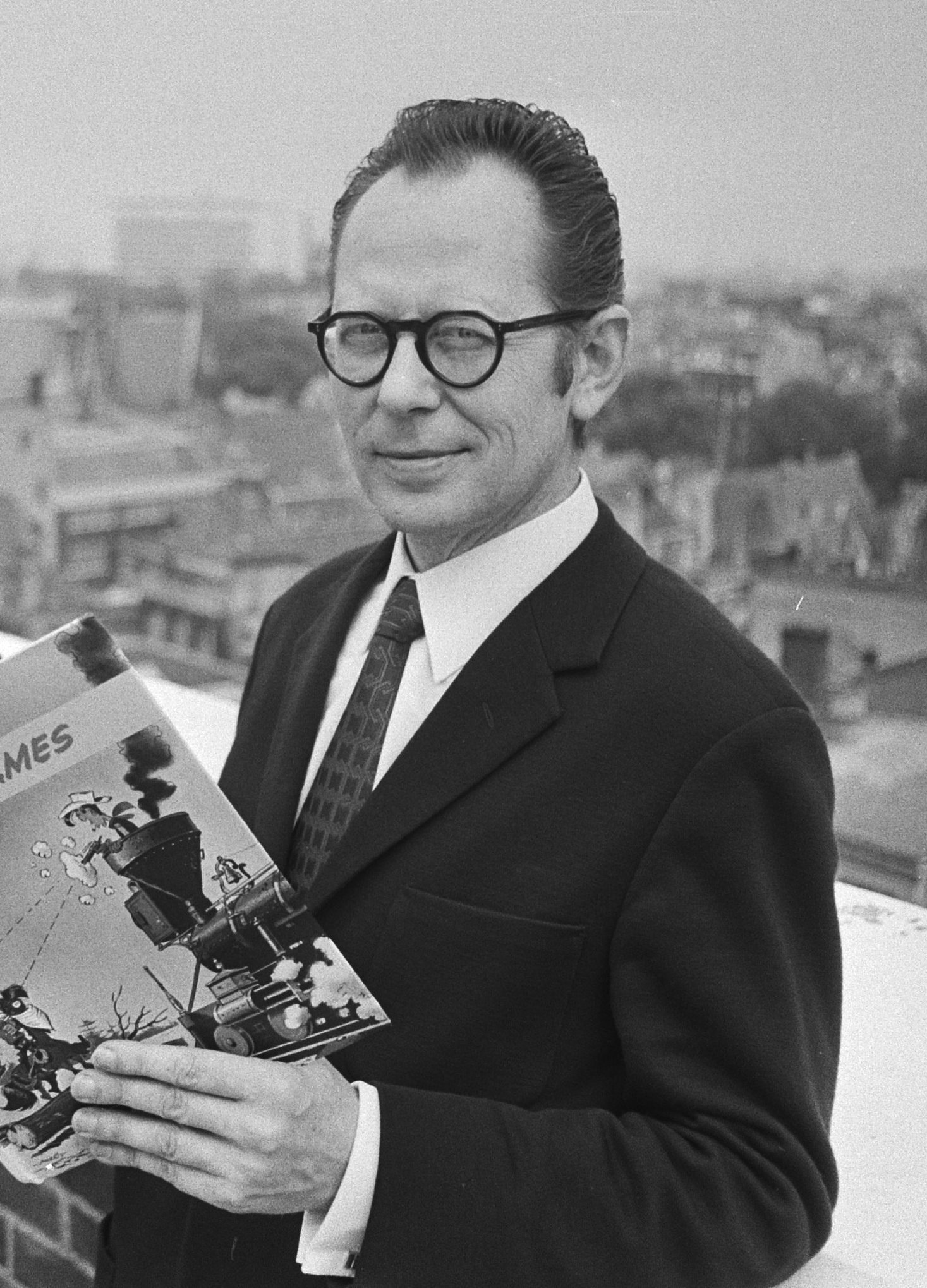
Morris (Maurice de Bevere), 1971

- 01. Dezember: Morris, belgischer Comic-Zeichner und Autor (Lucky Luke) († 2001)
- 02. Dezember: Dschalāl Āl-e Ahmad, persischer Schriftsteller († 1969)
- 05. Dezember: Wladimir Tendrjakow, russischer Schriftsteller († 1984)
- 09. Dezember: Karl Richard Tschon, deutscher Schriftsteller und Hörspielautor († 1993)
- 10. Dezember: Jorge Semprún, spanischer Schriftsteller († 2011)
- 12. Dezember: Žibuntas Mikšys, litauisch-amerikanischer Druckgraphiker und Schriftsteller († 2013)
- 20. Dezember: Rodney Amateau, US-amerikanischer Drehbuchautor, Produzent und Regisseur († 2003)
- 20. Dezember: Marlene Reidel, deutsche Malerin, Illustratorin und Kinderbuchautorin († 2014)
- 25. Dezember: René Girard, französischer Sprach- und Literaturwissenschaftler und Philosoph († 2015)
- 30. Dezember: Sara Lidman, schwedische Schriftstellerin († 2004)

### Genaues Geburtsdatum unbekannt
- Sonja Friedmann-Wolf, deutsche Autorin († 1986)

## Gestorben
- 02. Januar: Hedwig Blesi, Schweizer Erzieherin und Mundartschriftstellerin (* 1869)
- 03. Januar: Jaroslav Hašek, tschechischer Schriftsteller (* 1883)
- 05. Januar: Adam Müller-Guttenbrunn, österreichischer Schriftsteller und Theaterdirektor (* 1852)
- 05. Januar: Heinrich Rattermann, deutschamerikanischer Schriftsteller und Zeitschriftenherausgeber (* 1832)
- 09. Januar: Katherine Mansfield, britische Schriftstellerin (* 1888)
- 30. Januar: Franz Brümmer, deutscher Lehrer und Lexikograph (* 1836)

- 06. Februar: Adolf Heyduk, tschechischer Dichter (* 1835)
- 19. Februar: Ivan Tavčar, slowenischer Anwalt, Politiker und Schriftsteller (* 1851)

- 01. April: Kaspar Kögler, deutscher Maler und Schriftsteller (* 1838)
- 13. April: Willem Witsen, niederländischer Fotograf, Maler und Schriftsteller (* 1860)

- 05. Mai: Rosario de Acuña, spanische Schriftstellerin (* 1850)
- 09. Juni: Arishima Takeo, japanischer Schriftsteller (* 1878)
- 10. Juni: Pierre Loti, französischer Marineoffizier und Schriftsteller (* 1850)
- 11. Juni: Fritz Ebersold, Schweizer Redakteur, Schriftsteller und Bühnenautor (* 1851)
- 22. Juni: Morris Rosenfeld, US-amerikanischer Lyriker (* 1862)
- 29. Juni: Fritz Mauthner, deutscher Philosoph und Schriftsteller (* 1849)

- 16. Juli: Josep Berga i Boada, katalanischer Maler, Zeichner, Illustrator und Schriftsteller (* 1872)
- 17. Juli: Philipp Stauff, deutscher Journalist und Schriftsteller (* 1876)

- 10. September: Håkon Løken, norwegischer Jurist, Journalist und Politiker (* 1859)
- 17. September: Otto Böckel, deutscher Bibliothekar, Volksliedforscher und antisemitischer Politiker (* 1859)
- 22. September: Ferdinand Avenarius, deutscher Dichter und Herausgeber der Zeitschrift Der Kunstwart (* 1856)

- 05. November: Jacques d’Adelswärd-Fersen, französischer Aristokrat, Autor und Dichter (* 1880)
- 08. November: Alfhild Agrell, schwedische Schriftstellerin (* 1849)
- 19. November: Ludwig Wilser, deutscher Arzt und Schriftsteller (* 1850)

- 02. Dezember: Helene Adler, deutsche Schriftstellerin (* 1849)
- 12. Dezember: Raymond Radiguet, französischer Schriftsteller (* 1903)
- 26. Dezember: Dietrich Eckart, deutscher Dichter, Journalist und väterlicher Freund Adolf Hitlers (* 1868)